# بيدوغ (عمارة)

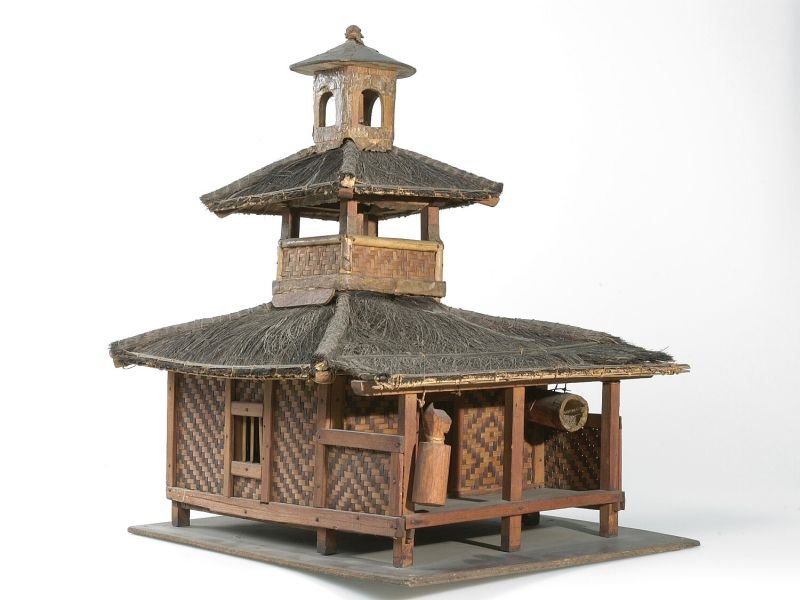
نموذج لمسجد سونداني مع بيدوغ معلق أفقيًّا في الجزء السفلي الأيمن الأمامي من المبنى. على يسارها يتم تعليق أسطوانة مشقوقة عموديًّا.

البيدوغ هي إحدى الطبول المستخدمة في الغاميلان. وهي مشهورة بين المسلمين في إندونيسيا وماليزيا للإشارة إلى أوقات الصلاة في المسجد. تُضرب الآلة بشكل خاص وفقًا لإيقاع يسير بوتيرة سريعة بشكل متزايد (أو متسارع).

## الملخص
البيدوغ هي طبلة كبيرة ذات رأسين مغطاة بجلد الجاموس أو البقر على كلا الطرفين.
على عكس الكندانغ [الإنجليزية] الأكثر استخدامًا، البيدوغ يُعلَّق من إطار ويُضرب بمطرقة مُبطنة [الإنجليزية]. يكون حجم البيدوغ مثل الكندانغ [الإنجليزية] أو أكبر منه وعادة ما يكون صوته أعمق وأكثر هدوءًا. تحتوي الطبلة على أوتاد تثبت الرأسين المتطابقين في مكانهما، على غرار الطبلة اليابانية التايكو، كما أن درجة صوتها غير قابلة للتعديل.

## الاستخدام

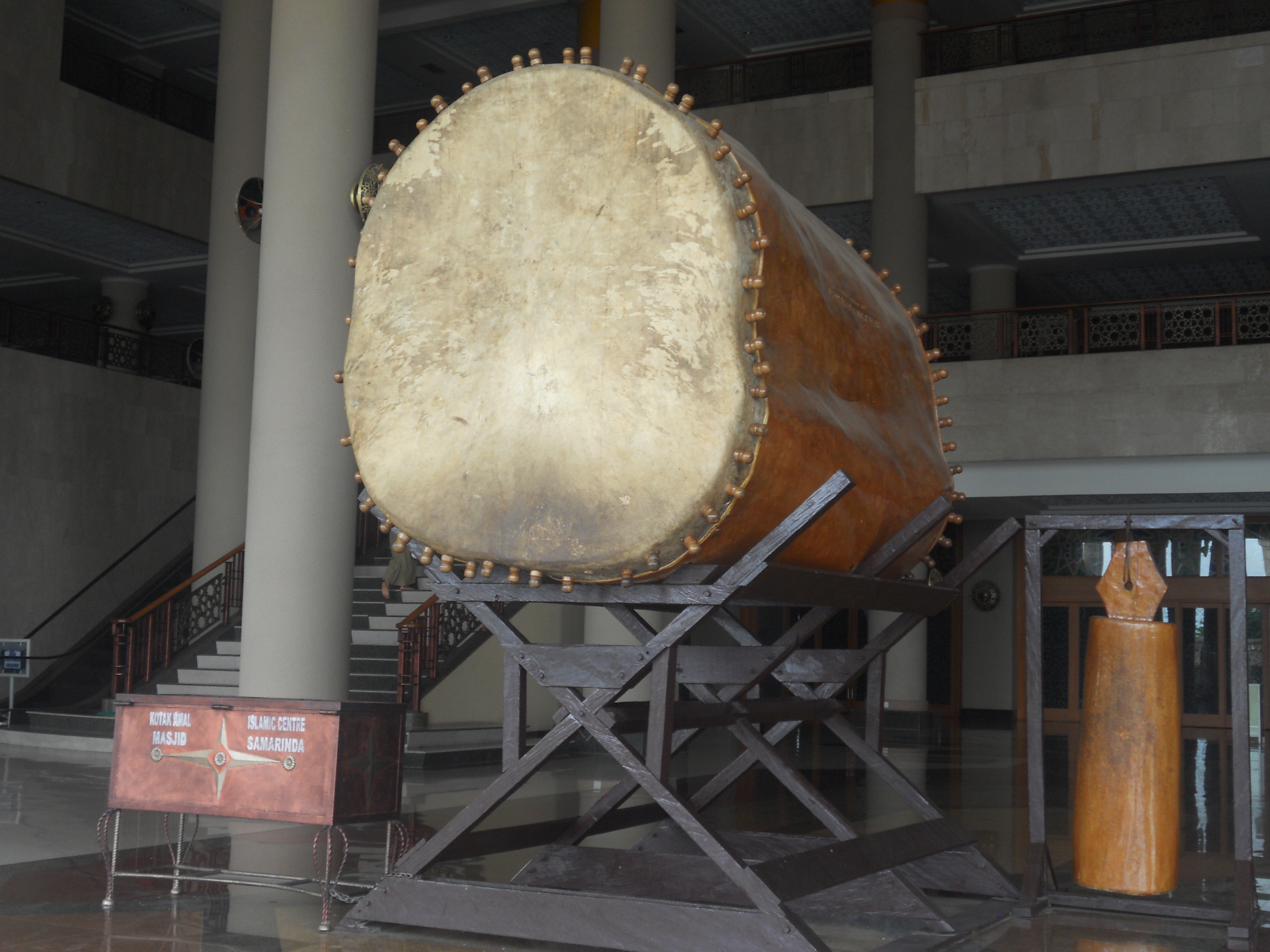
بيدوغ في مسجد مركز ساماريندا الإسلامي.

لا يُستخدم البيدوغ في معظم عروض الغاميلان، على الرغم من أنه يُضمن في بعض أنماط الكندانغ في يوجياكارتا.يتم استخدامه في مجموعات خاصة مثل غاملن سكتن [الإنجليزية]، حيث يحل محل الكمبل [الإنجليزية]. في بعض القطع يُعزف مع الكندانغ [الإنجليزية]، وخاصة لمرافقة االرقص الجواني [الإنجليزية].
يُستخدم البيدوغ عادةً في المساجد في جاوة بين الجاويين والسوندانيين قبل الأذان كعلامة على الصلاة، أو خلال المهرجانات الإسلامية، ولعله يشبه استخدام المدفع في العالم العربي والشرق الأوسط. على سبيل المثال، يُستخدم صوت الضب للإشارة إلى نهاية صيام يوم كامل خلال شهر رمضان، وفي بعض الأحيان يُستخدم للإشارة إلى وقت السحور خلال شهر رمضان، مثل المسحراتي.  عندما يُستخدم للإشارة إلى وقت صلاة الجمعة، يُضرب البيدوغ بطريقة مختلفة عن الصلوات العادية.
ويستخدم البيدوغ أيضًا للاحتفال بالتكبيرة [الإنجليزية]، في الليلة التي تسبق عيد الفطر بعد ترديد التكبير.
هذا التقليد معروف أيضًا بين ملاويي السراواقيين الذين يعرفونه باسم تيتر.
بين شعب الماراناو المسلم في جنوب الفلبين، تُستخدَم طبلة مماثلة وأصغر حجمًا للإعلان عن أوقات الصلاة، والمعروفة باسم الطابو أو الطبلة.

## طالع أيضًا
- عمارة المساجد الإندونيسية [الإنجليزية]
- الإسلام في إندونيسيا
- الإسلام في ماليزيا

## روابط خارجية
- موقع جامعة شمال إلينوي على موقع bedug، مع صورة توضيحية نسخة محفوظة 2020-02-25 على موقع واي باك مشين.
- متحف الآلات الافتراضية نسخة محفوظة 2015-02-24 على موقع واي باك مشين.